# Gästning
Gästning var den skyldighet som allmogen i Sverige förr hade att härbärgera och förpläga kungliga personer, och de av kungen utskickade. Denna skyldighet ändrades under medeltiden till stående skatt, så kallad gengärd. Missbruket av gästning kallades våldgästning.